# The Distillers
The Distillers (транскр.  Дистилерс) америчка је панк рок група формирана у Лос Анђелесу 1998. Издали су прва два албума за Хелкетрекордс/Епитаф рекордс прије него што ће прећи у Сајр рекордс, дио Ворнер мјузик групе. Оснивач групе је аустралијанка Броуди Дејл, пјевачице карактеристичног промуклог гласа. Броуди је свирала гитару, пјевала и писала текстове или учествовала у писању скоро свих пјесама са три албума групе.

## Дискографија

### Студијски албуми
| Година издања | Име албума | Етикета        | Ју Ес Билборд | Ју Кеј Албум листе |
| ------------- | ---------- | -------------- | ------------- | ------------------ |
| 2000          |            | Епитаф рекордс |               |                    |
| 2002          |            | Хелкет рекордс |               |                    |
| 2003          |            | Сајр рекордс   | 97            | 46                 |

### ЕП-ови
| Година издања | Име албума | Етикета        | Ју Ес Билборд | Ју Кеј Албум листе | Сертификат |
| ------------- | ---------- | -------------- | ------------- | ------------------ | ---------- |
| 1999          |            | Хелкет рекордс |               |                    |            |